# Gorton
Gorton är en stadsdel i Manchester, i distriktet Manchester i grevskapet Greater Manchester, i England. Gorton var en civil parish 1866–1910 när blev den en del av South Manchester. Civil parish hade 26 564 invånare år 1901. Gorton var ett distrikt 1894–1909.